# Маленькі жінки (фільм, 1933)
«Маленькі жінки» (англ. Little Women) — американська сімейна мелодрама режисера Джорджа К'юкора 1933 року.

## Сюжет
Громадянська війна в США. Сестри Мег, Джо, Бесс і Еммі живуть дружно, попри зовнішні обставини. Їх батько перебуває на фронті, і родині, веденої їх улюбленою мамою, необхідно якось звести кінці з кінцями. Істотну допомогу сімейства надають їх сусід містер Лоуренс і його онук Лорі.

## У ролях
| Актор           | Роль                   |
| --------------- | ---------------------- |
| Кетрін Хепберн  | Джозефіна (Джо) Марч   |
| Джоан Беннетт   | Емі Марч               |
| Пол Лукас       | Профессор Фрідріх Баєр |
| Джин Паркер     | Елізабет (Бет) Марч    |
| Френсіс Ді      | Маргарет (Мег) Марч    |
| Спрінг Баїнтон  | Мармі                  |
| Една Мей Олівер | тітка Марч             |
| Нідія Вестман   | Мемі                   |
| Боніта Гренвілл | однокласниця Еми       |
| Генрі Стівенсон | містер Лоуренс         |

## Нагороди й номінації
Картина завоювала Золоту медаль Венеціанського кінофестивалю (1934), премію «Оскар» (1934), премію Національної ради кінокритиків США (1933) та інші нагороди.

### Нагороди
- 1934: Премія «Оскар» — найкращий сценарій-адаптація
- 1933: Премію Венеціанського кінофестивалю — найкраща актриса

### Номінації
- 1934: Премія «Оскар» — найкращий фільм, найкраща режисура
- 1933: Премію Венеціанського кінофестивалю (премія Муссоліні)